# Katsushika Hokusai
Katsushika Hokusai (japanska: 葛飾北斎?), född 31 oktober 1760 i Honjo i Edo (dagens Sumida i Tokyo), död 10 maj 1849 i Asakusa i Edo, var en japansk konstnär. Han verkade under Edoperioden i genren ukiyo-e och är kanske mest känd för sina träsnitt med vyer över berget Fuji. Han är allmänt känd under namnet Hokusai.

## Biografi

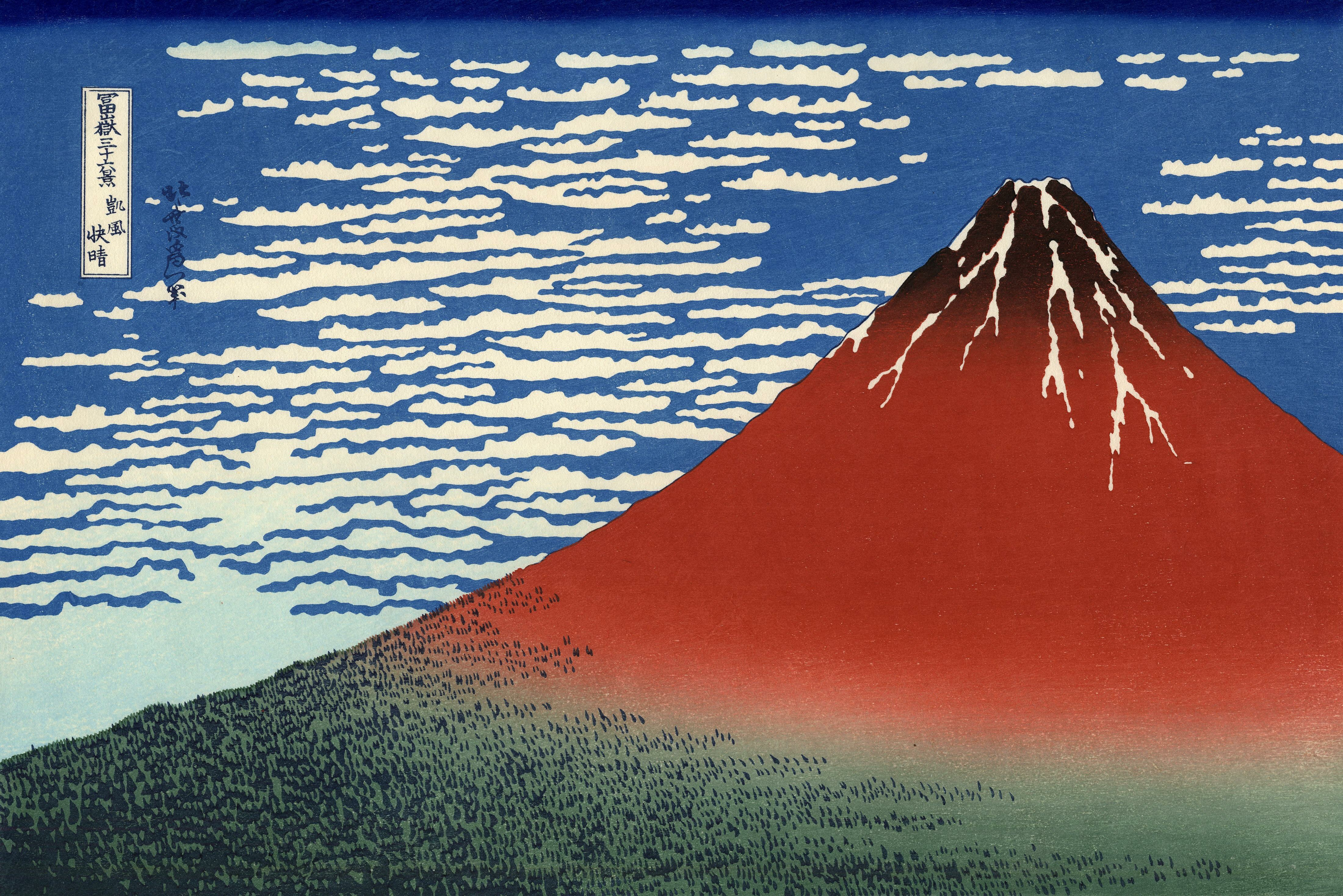
Röd Fuji, från serien 36 vyer av berget Fuji.

Hokusai föddes i Edo den nionde månaden i Hōreki-periodens tionde år (oktober–november 1760) i en hantverkarfamilj. Hans far, Nakajima Issai, var spegelmakare.
Hokusai började enligt egen uppgift teckna som sexåring. Efter att ha arbetat som träsnidare fick han 1778 vid arton års ålder börja som lärling hos konstnären och tryckaren Katsugawa Shunsho. Hokusais likgiltighet för sin mästares konstnärliga principer ledde till att han 1785 blev avstängd från sin lärares ateljé. 
Hokusai använde sig av nya egna tekniker när han skapade sina verk, och han målade och ritade ofta utifrån sina egna iakttagelser istället för enligt den klassiska japanska skolans väl definierade regler. Stundom levde han i extrem fattigdom och slog inte igenom förrän i 40-årsåldern. Han förblev ganska fattig livet ut.

Hokusai har under sitt levnadslopp använt sig av olika namn, han tog ett nytt namn när han kände att han hade trätt in i en ny fas i livet, och namnet Hokusai (använt från 1797) var bara ett av dessa. Han var en vetgirig konstnär hela sitt liv, och han lär på sin dödsbädd ha sagt: 
| ”               | Om himlen givit mig blott tio år till … skulle jag kunnat bli en riktigt bra konstnär. | „ |
| – Hokusai, 1849 |                                                                                        |   |

Hokusais bilder kom till Europa, tillsammans med verk av andra japanska träsnittskonstnärer, under senare delen av 1800-talet. Inte sällan användes japanska träsnitt som omslagspapper till japanskt porslin. Dessa bilder kom att påverka västerländska konstnärer som Vincent van Gogh, Paul Gauguin, James McNeill Whistler och Carl Larsson. Hokusais verk blev en viktig inspirationskälla för många europeiska impressionister, exempelvis Claude Monet.

## Konstnärskap

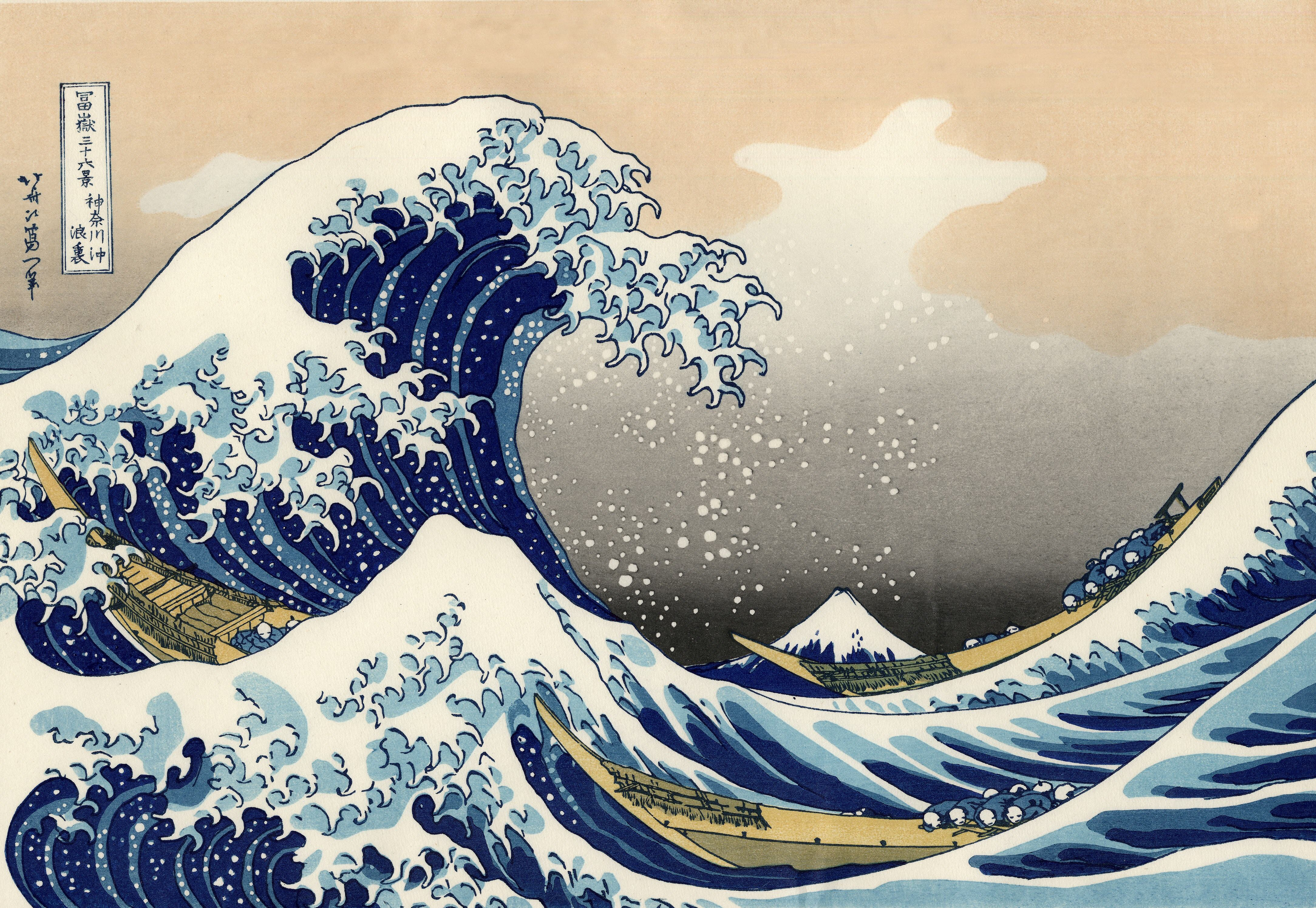
Ett nutida träsnitt med Under vågen utanför Kanagawa som förebild. Originalet var den första bilden i serien 36 vyer av berget Fuji, utförda 1823–39.

Hokusai arbetade i flera tekniker, främst träsnitt, serigrafi och måleri. Trots att Hokusai studerade ett flertal olika konstnärliga riktningar, behöll han sin personliga stil som dock utformades via inflytande från kinesiskt måleri och grafik — samt i någon mån västerländsk konst). Vissa menar att han mellan 1796 och 1802 kan ha producerat så många som 30 bokillustrationer och färgtryck.
De flesta av hans viktigare verk tillkom dock 1830–40, när han var över 60 år. Hans mest kända verk är 36 vyer av berget Fuji, en träsnittsserie bestående av 46 bilder och med tio tillagda efter den första utgåvan. 
Hokusai arbetade inte bara i flera olika tekniker utan också med många olika motivkretsar som exempelvis shunga (se Fiskarhustruns dröm), symboliska naturbilder, blommor, fåglar och bilder från både myter, legender och från människors vardagsliv.
Den mest omfattande av Hokusais verk är samlingen på 15 volymer som heter Hokusai manga (北斎漫画). Detta verk är en bokserie med blandade bilder som han började publicera 1814.

### Under vågen utanför Kanagawa
Hokusais mest kända verk är träsnittet Under vågen utanför Kanagawa, som visar en våg som överraskar några män i bräckliga båtar med berget Fuji i bakgrunden. Träsnittet ingick i sviten 36 vyer av berget Fuji med bilder av det heliga berget Fuji. Denna gjorde Hokusai mot slutet av sin karriär, och han ska själv ha ansett detta tillhöra sina bästa bilder. Bilden anses ofta som den mest ikoniska av japanska konstverk.
Vågen brukar ibland felaktigt antas vara en tsunami (津波). Den är snarare en okinami (沖波) (monstervåg).

## Betydelse och eftermäle
Hokusai kom att bli mer känd och uppskattad som konstnär i väst än vad han blev i Japan. Hans individuella stil bidrog till populariteten bland västerländska konstnärer, som såg till att göra hans bilder bekanta för en europeisk och amerikansk publik.
De tre volymerna i bokserien Hundra bilder av berget Fuji hamnade på 1870-talet hos radikala konstnärer i Paris, och Hokusais okonventionella färg- och bildlösningar påverkade starkt den nya impressionismens utveckling. Konstnären Claude Monet hade i sitt hus väggar dekorerade med just tavlor med japanska träsnitt, många av Hokusai. Tekniken och motivvalen inspirerade även expressionismen, symbolismen och senare utvecklingen inom animerad film.
Hokusais fem skiss- och karikatyrböcker i serien Manga har nämnts i samband med myntandet av ”manga” som det japanska ordet för tecknade serier. Skissböckerna var framstående som tidiga exempel på humor inom japansk konst.
Hans verk Fukujusō är en serie på tolv träsnitt som hyllar köttets lustar. Den anses av många kännare av ukiyo-e vara ett av de tre bästa shungaverk som någonsin gjorts.[källa behövs]
Den största utställningen hittills av Hokusais konst visades i Paris 1 oktober 2014–18 januari 2015.
Asteroiden 12614 Hokusai är uppkallad efter honom.

## Bildgalleri

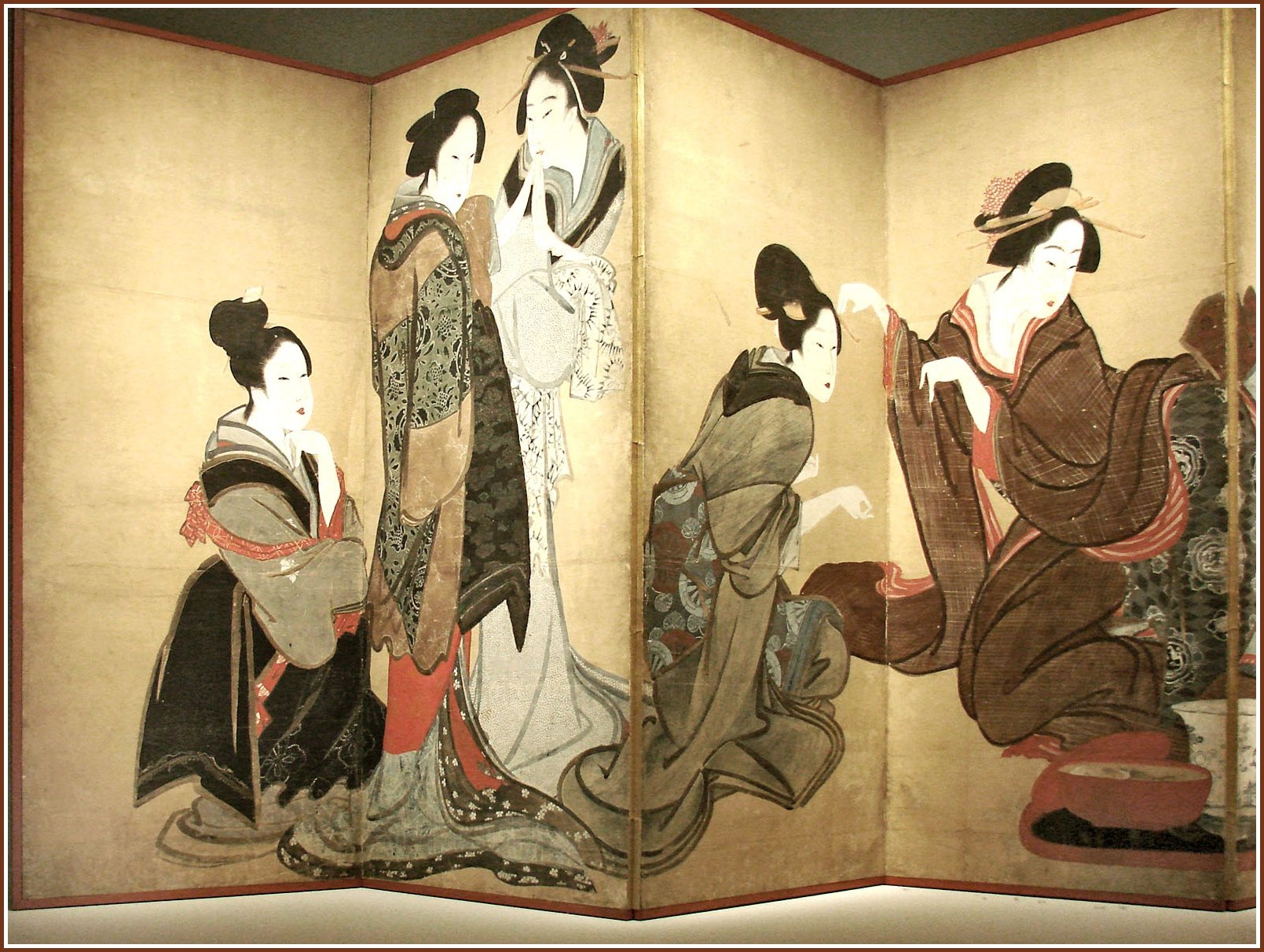
Skärm med kvinnofigurer.
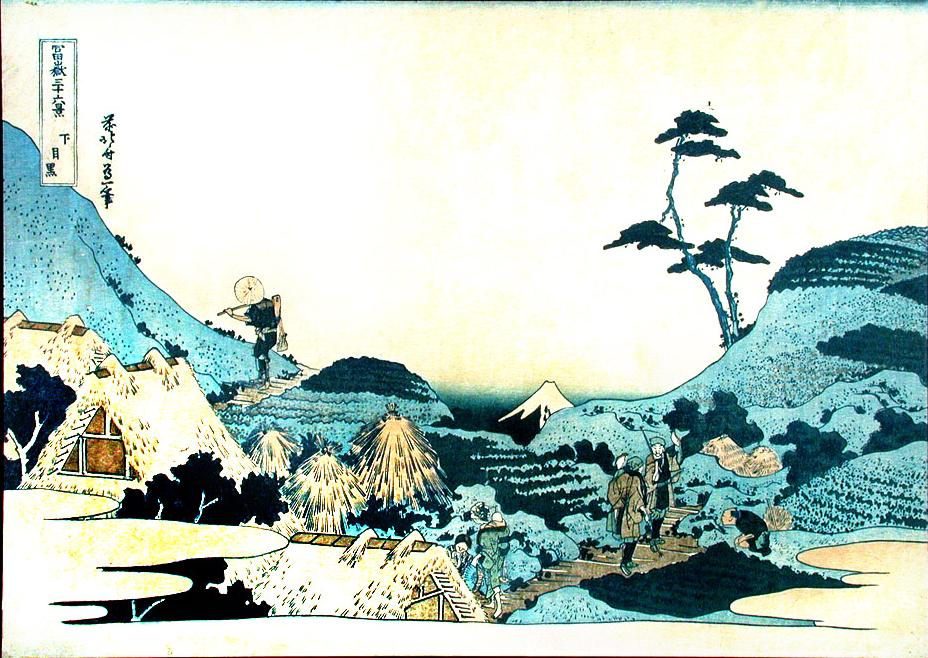
Landskap med två falkenerare.
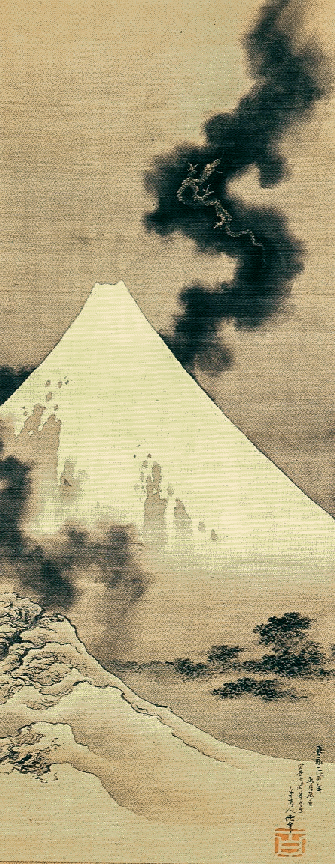
Rökdraken flyr Fujiberget (målning).
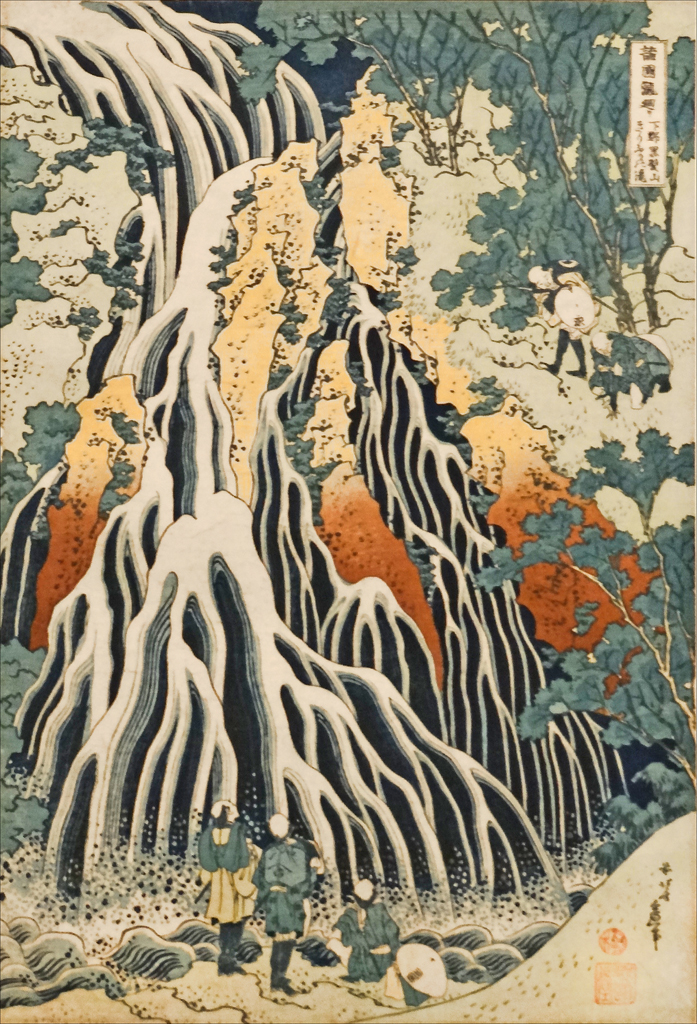
Från serien berömda vattenfall.
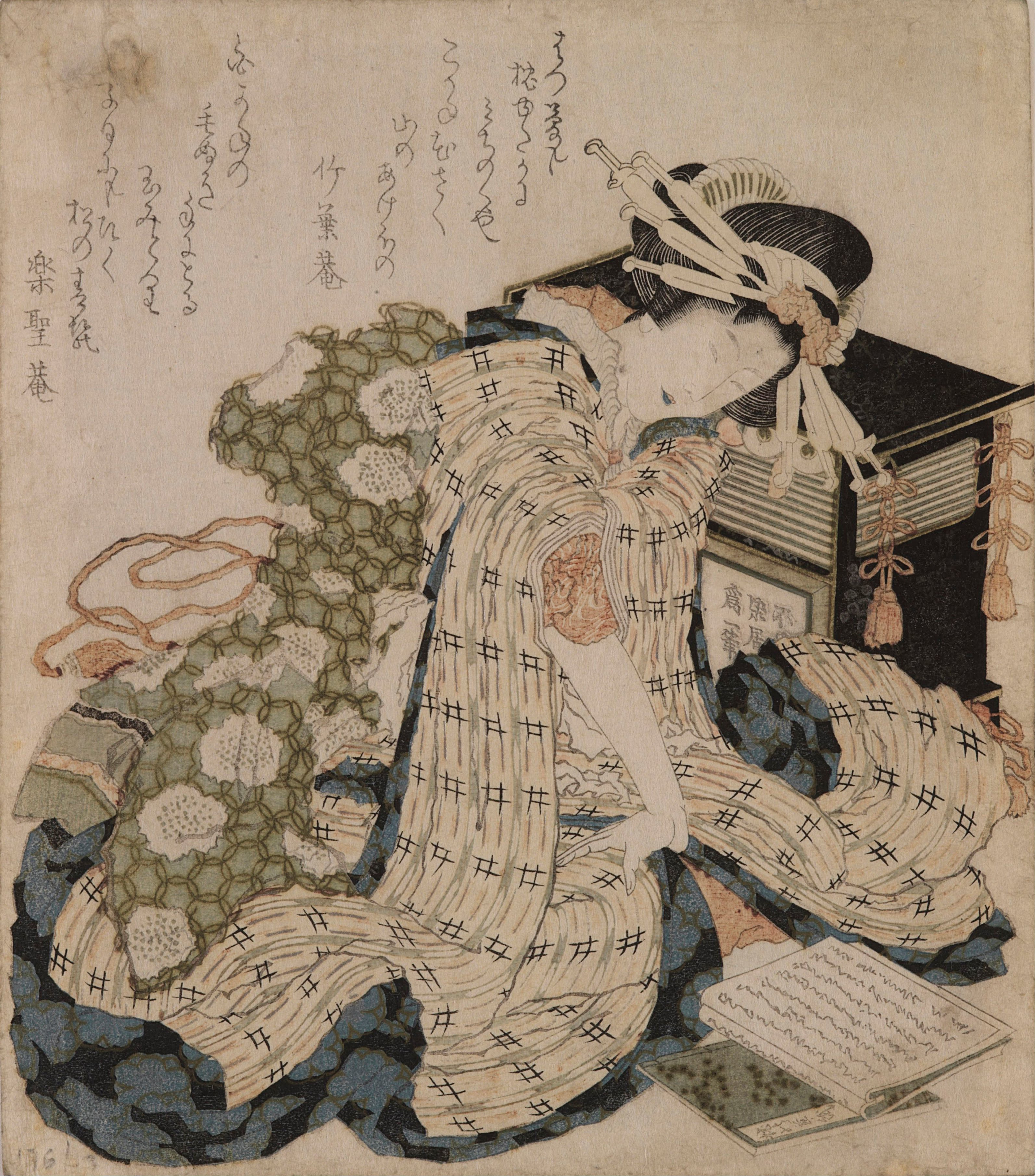
Sovande kurtisan.
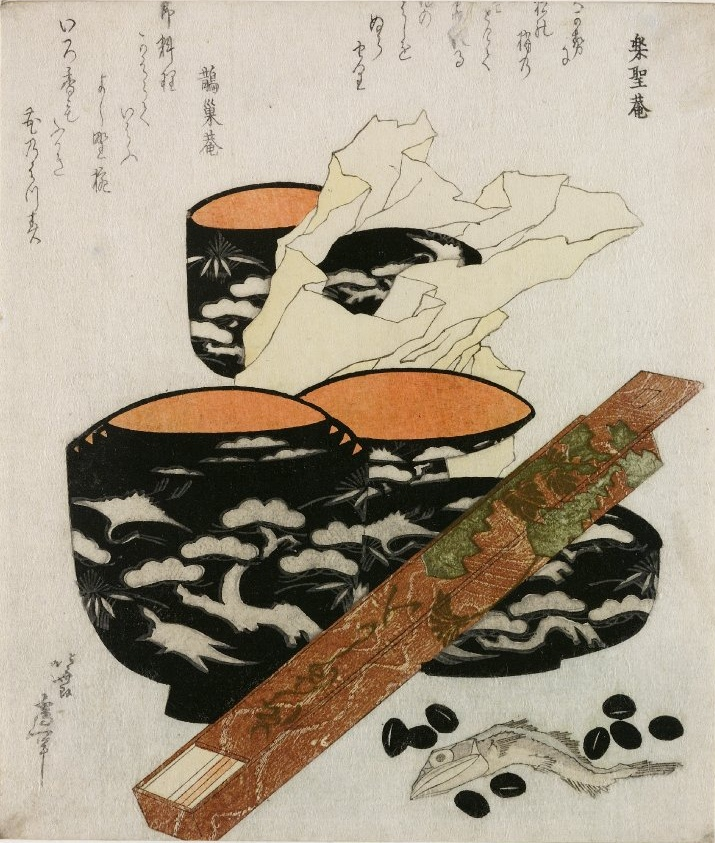
Stilleben.
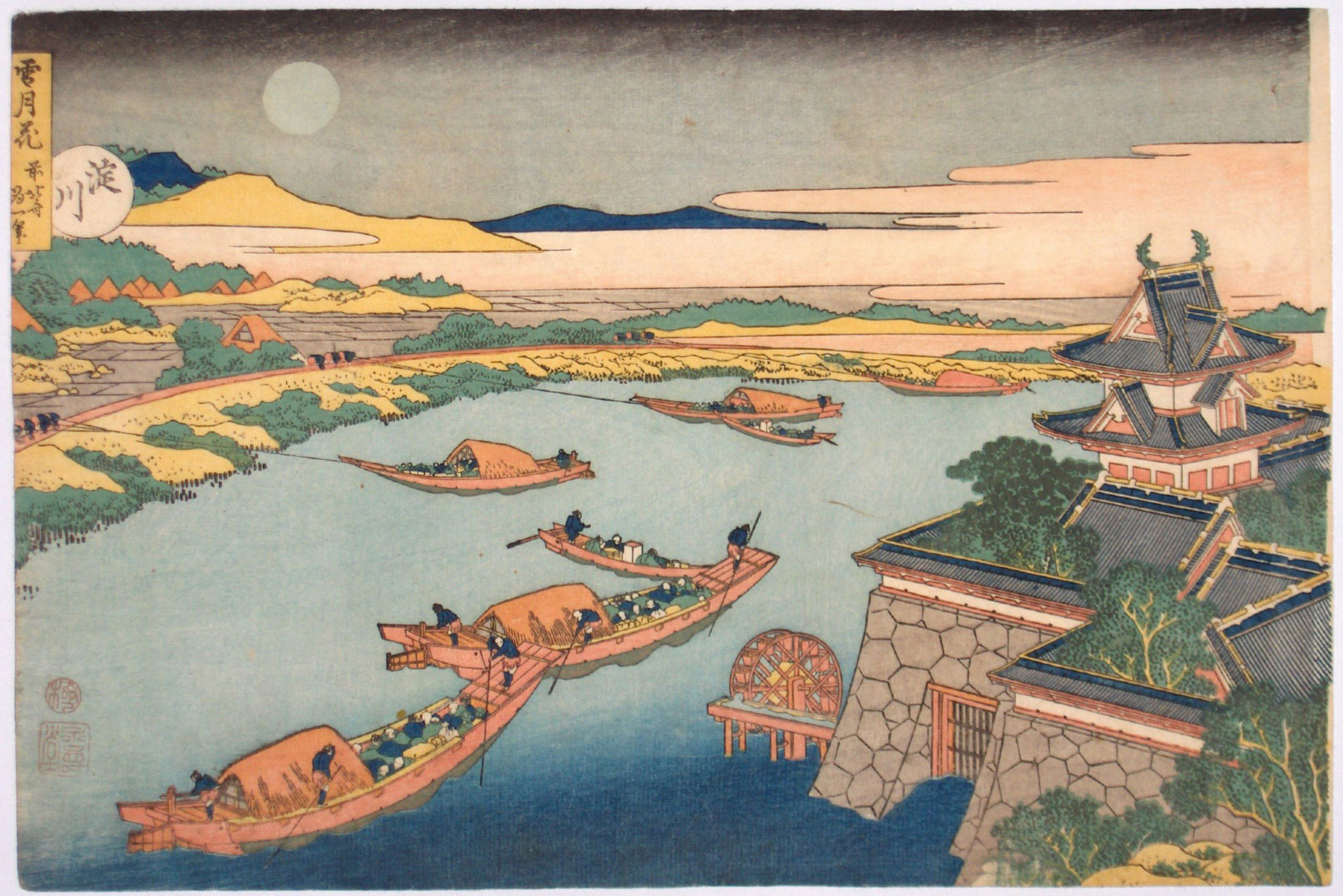
Båtar och månen.
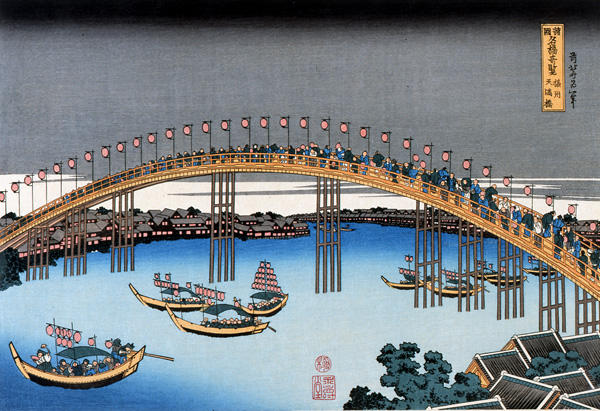
Berömda vyer av berömda broar, bro i provinsen Sesshuu Tenmabashi.
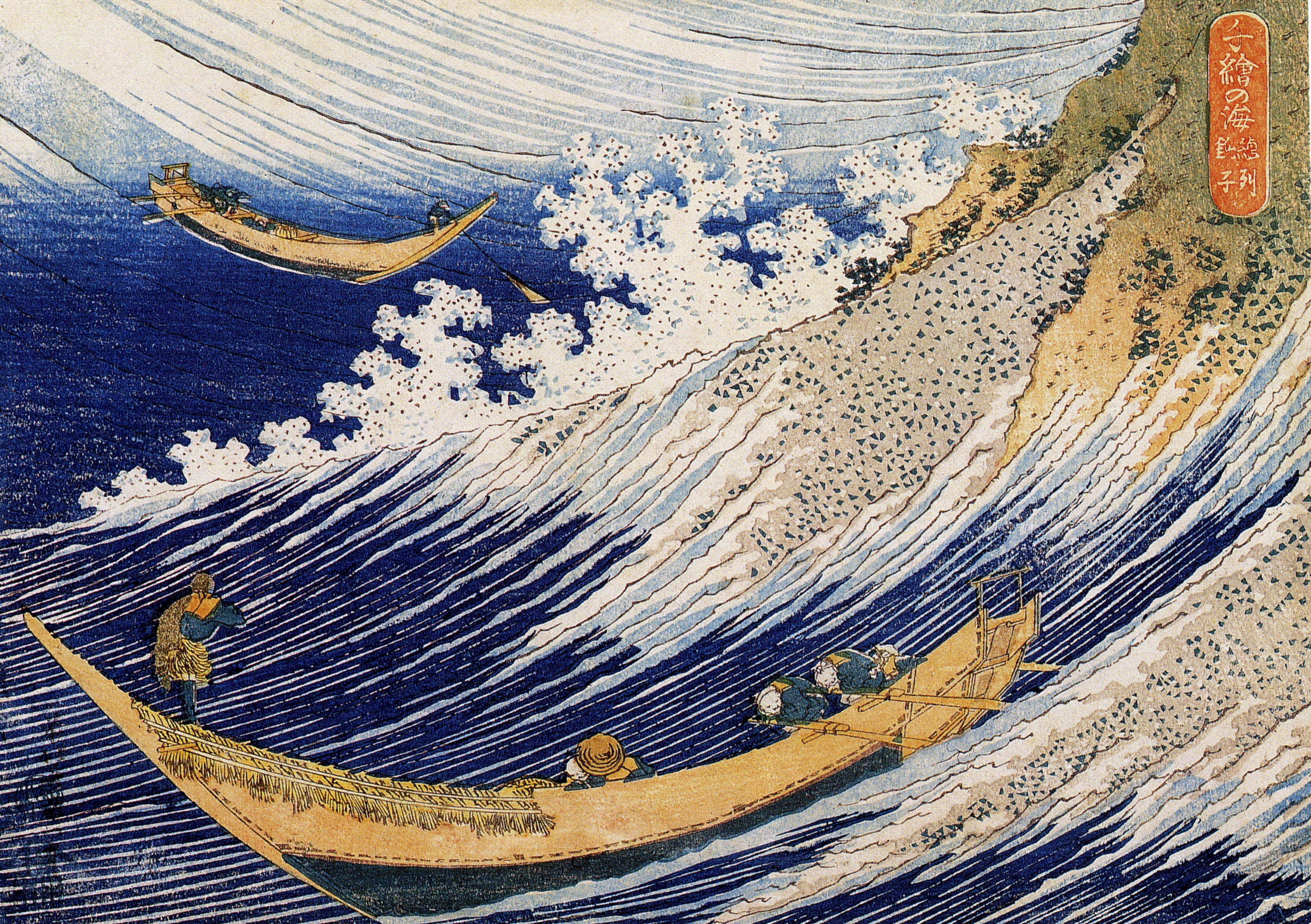
Havsvåg.
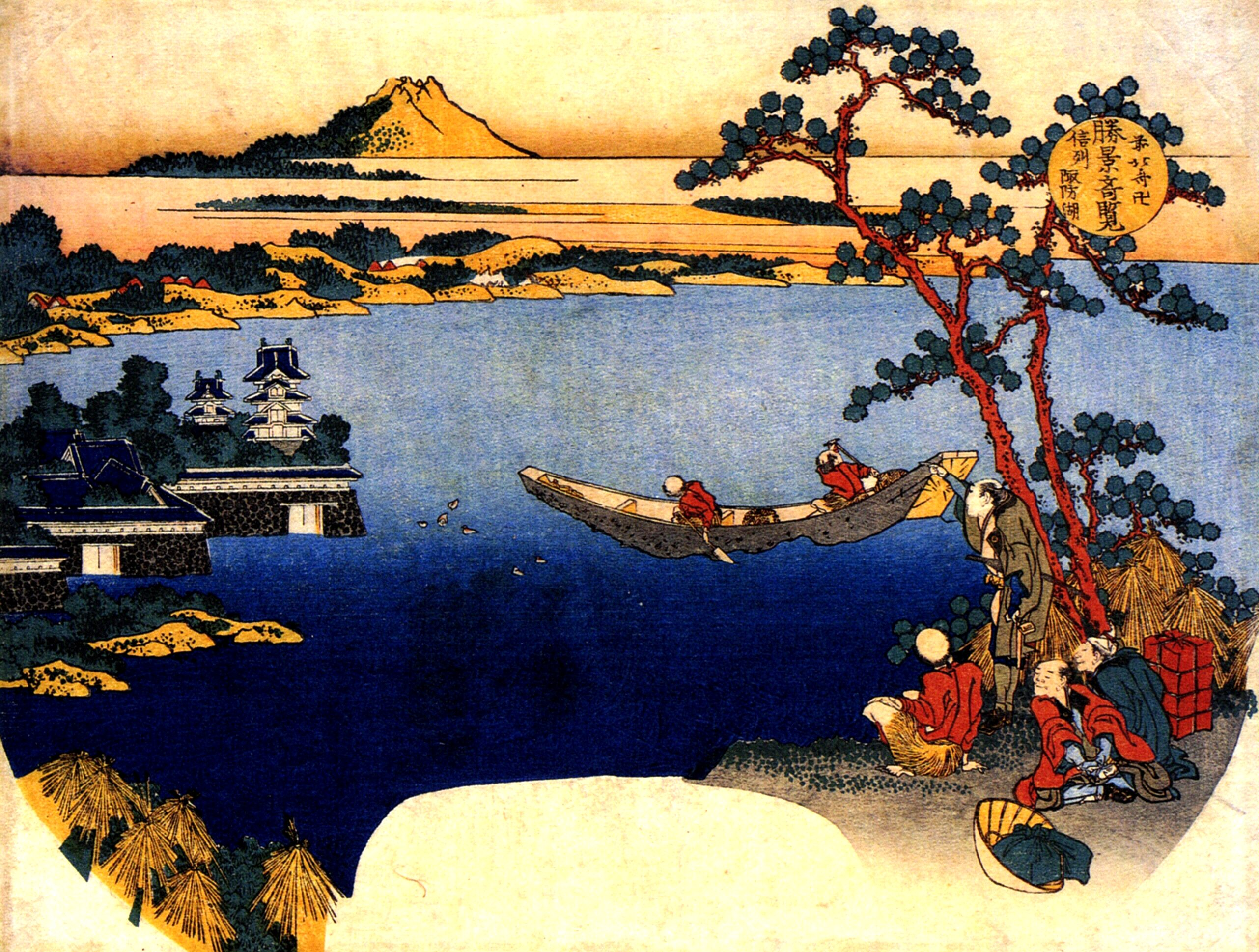
Sjön Suwa.
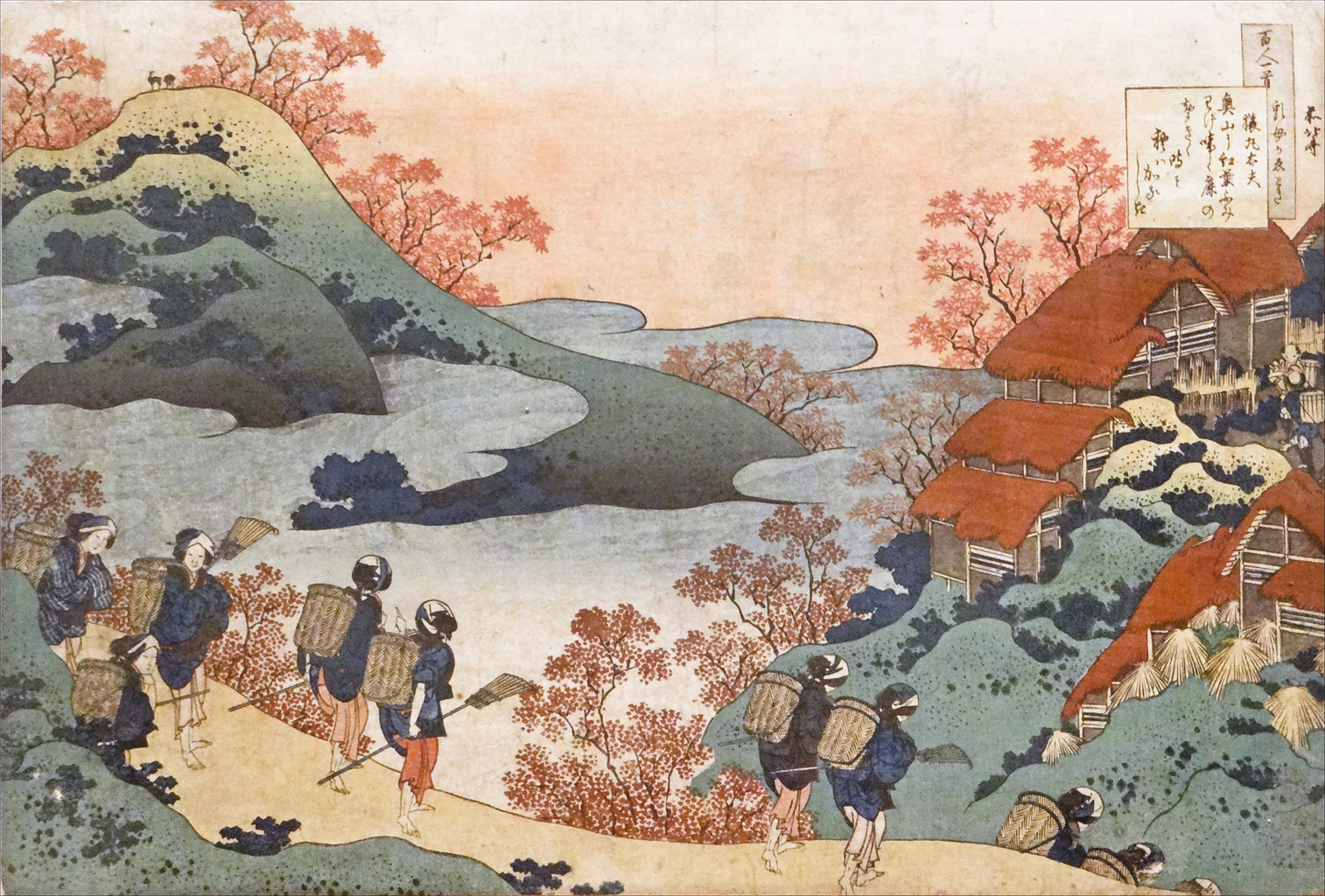
Illustration av ett poem.
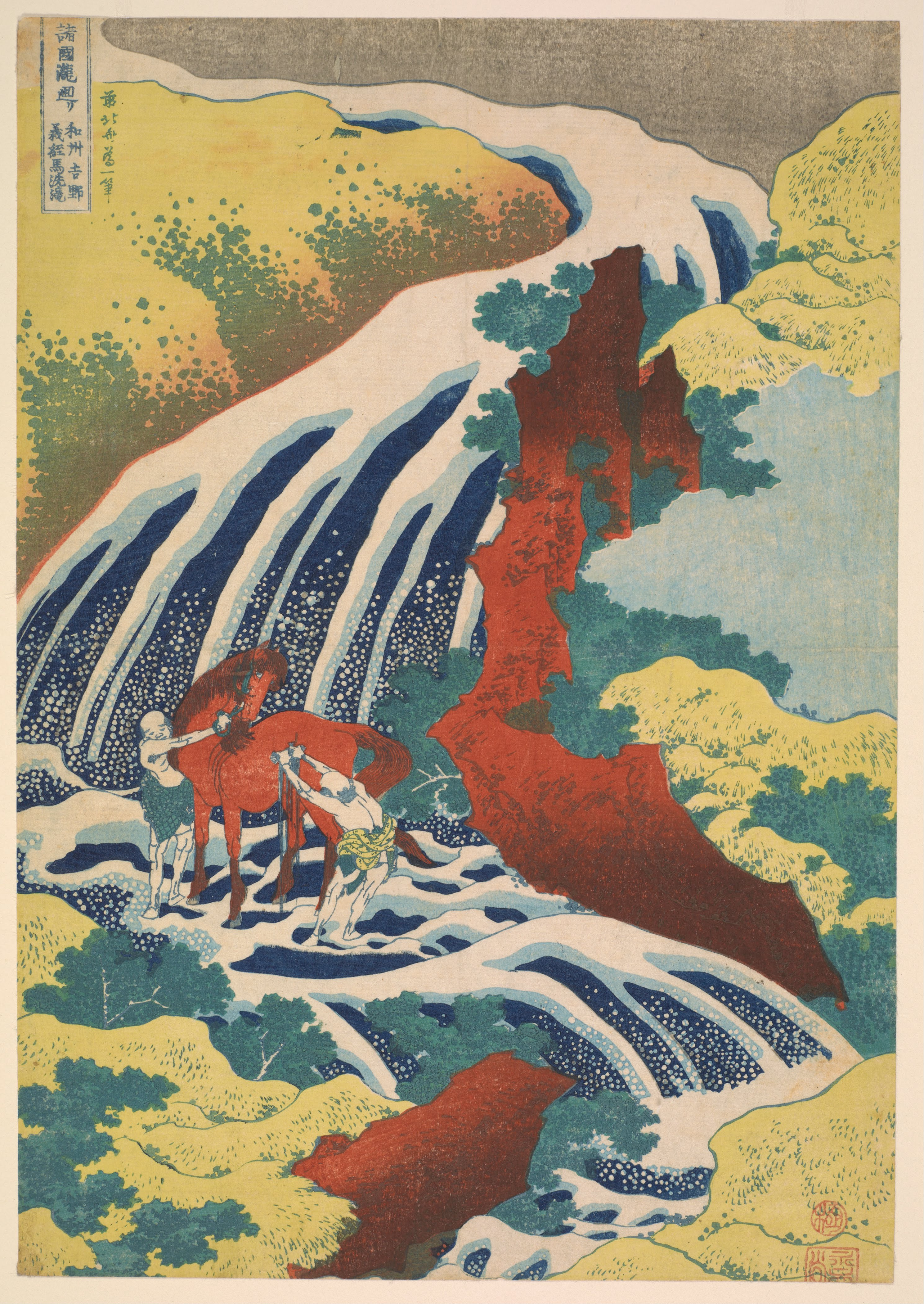
Berömda vattenfall, två mansfigurer med häst.
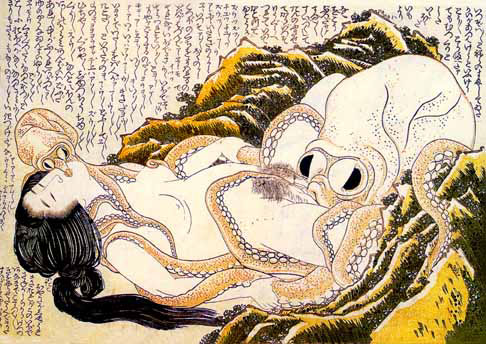
Fiskarhustruns dröm.

## Källhänvisningar
1. ↑  Encyclopædia Britannica, Encyclopædia Britannica Online-ID: biography/Hokusaitopic/Britannica-Online.[källa från Wikidata]
2. 1 2 3 4 5  "Hokusai". NE.se. Läst 20 december 2014.
3. 1 2 3  Hokusai av Gian Carlo Calza, ISBN 0-7148-4304-0
4. ↑  Goncourt, Edmond de (2014): Hokusai, s. 16. (ISBN 978-1-78042-996-0). Google Books. Läst 20 december 2014. (engelska)
5. ↑  Hokusai Manga Vol 12 i "Touch & Turn"-format (en komplett Hokusai-bok). Arkiverad 16 januari 2008 hämtat från the Wayback Machine. Touchandturn.com. Läst 20 december 2014. (engelska)
6. ↑  " Hokusai's 'The Great Wave'". Bbc.co.uk. Läst 20 december 2014.
7. ↑  "Hokusai: manga pioneer?". Grandpalais.fr. Läst 20 december 2014. (engelska)
8. ↑  Deb, Aoki: "Early Origins of Japanese Comics". Arkiverad 22 augusti 2011 hämtat från the Wayback Machine. About.com. Läst 20 december 2014. (engelska)
9. ↑  Monica Braw (19 december 2014). ”Hokusai höll fast vid upptäckarglädjen”. Svenska dagbladet. http://www.svd.se/kultur/understrecket/hokusai-holl-fast-vid-upptackargladjen_4200517.svd. Läst 20 december 2014.
10. ↑  "Hokusai". Grandpalais.fr. Läst 20 december 2014. (franska)
11. ↑  ”Minor Planet Center 12614 Hokusai” (på engelska). Minor Planet Center. https://www.minorplanetcenter.net/db_search/show_object?object_id=12614. Läst 8 januari 2023.